# К оружию! К оружию!
«К оружию! К оружию!» (англ. Men at Arms, дословно: Люди при оружии) — юмористическое фэнтези английского писателя Терри Пратчетта, написано в 1993 году.
Пятнадцатая книга из цикла «Плоский мир», вторая книга подцикла о Страже.

## Главные герои
- Моркоу Железобетонссон
- Сэмюэль Ваймс
- Хэвлок Витинари
- Детрит
- Ангва фон Убервальд

## Критика
По мнению «Publishers Weekly», «история не отличается постоянным весельем, как ранние романы» Пратчета, но «диалоги уморительны», и, хотя в романе недостаёт «рационального повествования с причинами и следствиями», это неважно. Американский писатель Брэндон Сандерсон описал роман как «смешной по-умному, по-научному и сатирически», «с великолепным ходом повествования» и «неотразимыми» персонажами.